# البنك المركزي الأوروبي
 البنك المركزي الأوروبي (بالإنجليزية: European Central Bank) (المصرف المركزي الأوروبي) هو المصرف المركزي للاتحاد. وهو المسؤول عن تحديد الخطوط العريضة للسياسة النقدية في منطقة اليورو، واتخاذ القرارات اللازمة لتنفيذها. أنشأ في عام 1998 ومقره الرئيسي في فرانكفورت، في ألمانيا. ويوجد مبنى جديد قيد الإنشاء منذ عام 2008 في فرانكفورت يحمل اسمه، بعدما كان في برج صغير. ويطلع المهتمون بالميدان عبر تسجيلات الفيديو على تاريخ ومهام المصرف المركزي، وأجهزة سياسته النقدية كما يمكن تصفح وقراءة المعلومات المرجعية المتعلقة بارتفاع الأسعار في الوقت الراهن فضلاً عن البلاغات الصحفية.
يُعتبر البنك المركزي الأوروبي المقوّم الأساسي في نظام اليورو ونظام البنوك المركزية الأوروبي، وواحدًا من مؤسسات الاتحاد الأوروبي السبع. وهو أحد أهم البنوك المركزية في العالم.
يضع مجلس إدارة البنك المركزي الأوروبي السياسة النقدية لمنطقة اليورو والاتحاد الأوروبي، ويدير احتياطي النقد الأجنبي للدول الأعضاء في الاتحاد الأوروبي، ويشارك في عمليات صرف العملات الأجنبية، كما يحدّد الأهداف النقدية الوسيطة وسعر الفائدة الرئيسي في الاتحاد الأوروبي. يطبّق المكتب التنفيذي للبنك المركزي الأوروبي سياسات وقرارات مجلس إدارة البنك، وقد يحدد سياسات البنوك المركزية الوطنية لدى تنفيذه ذلك. للبنك المركزي الأوروبي الحق الحصري في التصريح بإصدار عملات اليورو الورقية. يجوز للدول الأعضاء إصدار عملات اليورو المعدنية، إنما يجب الحصول على موافقة البنك المركزي الأوروبي مسبقًا بخصوص بالكمية. إضافةً لما تقدّم، يضطلع البنك أيضًا بإدارة نظام المدفوعات تارغيت2.
تأسس البنك المركزي الأوروبي بموجب معاهدة أمستردام في مايو 1999 لضمان استقرار الأسعار والمحافظة على ثباتها. في 1 ديسمبر 2009، دخلت معاهدة لشبونة حيز التنفيذ واكتسب البنك الطابع الرسمي بوصفه مؤسسةً للاتحاد الأوروبي. لدى إنشاء البنك المركزي الأوروبي، شملَ منطقة اليورو التي ضمّت آنذاك أحد عشر عضوًا. منذ ذلك التاريخ، انضمت اليونان في يناير 2001، وانضمت سلوفينيا في يناير 2007، وقبرص ومالطا في يناير 2008، وسلوفاكيا في يناير 2009، وإستونيا في يناير 2011، ولاتفيا في يناير 2014، وليتوانيا في يناير من العام 2015. كريستين لاغارد هي الرئيسة الحالية للبنك المركزي الأوروبي. يقع المقر الرئيسي للبنك في فرانكفورت، بألمانيا، وقبل اكتمال مقرّه الحالي، كان يقع في بناء يوروتاور.
يخضع البنك المركزي الأوروبي بصورة مباشرة لقانون الاتحاد الأوروبي. وتعود ملكية احتياطي رأس مال البنك، البالغة قيمته 11 مليار يورو، تعودُ لجميع البنوك المركزية السبع والعشرين للدول الأعضاء في الاتحاد الأوروبي بصفتهم مساهمين. في العام 1998، حُدّد المفتاح الحصصي لرأس المال الأولي بالنظر إلى عدد سكان الدول وناتج الإنتاج المحلي، ولكن بعد ذلك الحين طرأت تعديلاتٌ على مفتاح رأس المال. لا تُعدّ الأسهم في البنك المركزي الأوروبي قابلة للتحويل ولا يمكن استخدامها كضمانات.

## التاريخ

### السنوات الأولى (1998 – 2007)
يُعتبر البنك المركزي الأوروبي الخلَف الفعلي لمؤسسة النقد الأوروبية. أنشِئت مؤسسة النقد الأوروبية في بواكير المرحلة الثانية من الوحدة الاقتصادية والنقدية للاتحاد الأوروبي بهدف التعامل مع المسائل الانتقالية في حالة الدول التي اعتمدت اليورو والتحضير لتأسيس البنك المركزي الأوروبي ونظام البنوك المركزية الأوروبي. وتسلّمت مؤسسة النقد الأوروبية مهامَها عن سلفها صندوق التعاون النقدي الأوروبي.
في 1 يونيو 1998، حلّ البنك المركزي الأوروبي رسميًا محلّ مؤسسة النقد الأوروبية بموجب معاهدة الاتحاد الأوروبي (معاهدة ماستريخت)، ومع ذلك لم يمارس صلاحياته الكاملة حتى اعتماد اليورو في 1 يناير 1999، والتي تؤذن ببدء المرحلة الثالثة من الوحدة الاقتصادية والنقدية للاتحاد الأوروبي. وهكذا فإنّ البنك المركزي الأوروبي هو المؤسسة الأخيرة اللازمة للوحدة الاقتصادية والنقدية للاتحاد الأوروبي، كما هو منصوصٌ عليه في تقارير الوحدة الاقتصادية والنقدية للاتحاد الأوروبي التي كتبها بيير فيرنر والرئيس جاك ديلور. تأسس البنك الأوروبي المركزي في 1 يونيو 1998 وكان أول رئيس للبنك هو فيم دويسنبيرغ، الرئيس السابق للبنك المركزي الهولندي ومؤسسة النقد الأوروبية.
خلال فترة رئاسة دويسنبيرغ لمؤسسة النقد الأوربية (خلفًا للبلجيكي ألكسندر لامفالوسي) قبل تأسيس البنك المركزي الأوروبي مباشرة، أرادت الحكومة الفرنسية أن يكون جان كلود تريشيه، الرئيس السابق للبنك المركزي الفرنسي، أول رئيس للبنك المركزي الأوروبي. تلخّص موقف الفرنسيين بأنه نظرًا لوجود مقرّ البنك المركزي الأوروبي في ألمانيا، يجب أن يكون رئيسه فرنسيًا. وقد لقي ذلك الموقف معارضة الحكومات الألمانية والهولندية والبلجيكية التي رأت في دويسنبيرغ ضامنًا لعملة يورو قوية. نُزع فتيل الأزمة عبر اتفاق غير رسمي يتنحى بموجبه دويسنبيرغ قبل نهاية فترة رئاسته، ليحلّ محلّه تريشيه.
تقلّد تريشيه منصب الرئيس بعد دويسنبيرغ في نوفمبر 2003. حتى العام 2007، نجح البنك المركزي الأوروبي في الحفاظ على معدل التضخم متدنيًا نسبيًا إنما بنسبة أقل من 2%.

### التعامل مع الأزمات المالية (2008 – 2014)

#### الاستجابة المبكرة لأزمة الدَين في منطقة اليورو
نشبت أزمة الديون الأوروبية بعد أن أفصحت الحكومة اليونانية المنتخبة الجديدة عن مستوى المديونية الحقيقي وعجز الميزانية وحذرت مؤسسات الاتحاد الأوروبي من الخطر الوشيك للإفلاس السيادي اليوناني.
ترقّبًا لإفلاس سيادي مُحتمل في منطقة اليورو، أعاد الرأي العام، والمؤسسات الدولية، والأوروبية، والمجتمع المالي عمومًا تقييم الوضع الاقتصادي والأهلية الائتمانية لبعض الدول الأعضاء في منطقة اليورو، وخصوصًا بلدان الجنوب. تبعًا لذلك، شهدتْ عائدات السندات الحكومية في العديد من دول منطقة اليورو ارتفاعًا بصورة حادة. أثار هذا حالة من الذعر الدائري في الأسواق المالية: فكلّما ارتفعت عوائد السندات اليونانية، زادت فُرَص حدوث الإفلاس، وبالتالي زادت عائدات السندات بدورها.

#### تردّد تريشيه في التدخل
علاوةً على ما سبق، تفاقم ذلك الذعر بسبب عجز البنك المركزي الأوروبي عن التصرّف والتدخل في أسواق السندات السيادية لسببين. أولًا، بسبب حظر الإطار القانوني للبنك المركزي الأوروبي شراء السندات السيادية (المادة 123). وهذا ما منع البنك المركزي الأوروبي من تطبيق سياسة التيسير الكمي مثلما فعل نظام الاحتياطي الفيدرالي وبنك إنجلترا مباشرة في العام 2008، وهو ما أدى دورًا مهمًا في تحقيق استقرار الأسواق.
ثانيًا، طرحَ قرار اتخذه البنك المركزي الأوروبي في العام 2005 حدًا أدنى للتصنيف الائتماني لجميع السندات السيادية في منطقة اليورو لتكون مؤهلة كضمان لعمليات السوق المفتوحة للبنك المركزي الأوروبي. ويعني ذلك أنه إذا خفضت وكالات التصنيف الخاصة تصنيف السندات السيادية إلى ما دون هذا الحد، فإن العديد من البنوك تفقد سيولتها السائلة لأنها تخسر بذلك استحقاق عمليات إعادة التمويل من البنك المركزي الأوروبي. وفقًا لما ذكره العضو السابق في مجلس إدارة البنك المركزي الأوروبي، أثاناسيوس أورفانيديس، فإن هذا التغيير في إطار ضمان السداد للبنك المركزي الأوروبي «زرَع بذور» أزمة اليورو.
في مواجهة تلك القيود التنظيمية، أحجم البنك المركزي الأوروبي في العام 2010 تحت رئاسة جان كلود تريشيه عن التدخل لتثبيت الأسواق المالية. حتى تاريخ 6 مايو 2010، ظل تريشيه ينفي رسميًا في عدة مؤتمرات صحفية إمكانية بدء البنك المركزي الأوروبي بشراء السندات السيادية، وذلك بالرغم من مواجهة اليونان، والبرتغال، وإسبانيا، وإيطاليا، موجاتٍ من خفض التصنيف الائتماني وارتفاع الفارق بين الفائدة المدينة والدائنة.

#### التدخلات في السوق (2010 – 2011)
في تغيير بارز في سياسته، أعلن البنك المركزي الأوروبي في 10 مايو 2010 إطلاق «برنامج سوق الأوراق المالية» الذي تضمن الشراء التقديري للسندات السيادية في الأسواق الثانوية. بصورة استثنائية، اتخذ مجلس إدارة البنك المركزي الأوروبي القرار خلال مؤتمر هاتفي بعد ثلاثة أيام فحسب من الاجتماع الاعتيادي للبنك المركزي الأوروبي في 6 مايو (عندما كان تريشيه ما زال مصرًا على نفي إمكانية شراء السندات السيادية). برّر البنك المركزي الأوروبي اتخاذ ذلك القرار بدافع «الاستجابة للتوترات الشديدة في الأسواق المالية». كما تزامن القرار مع قرار قادة الاتحاد الأوروبي في 10 مايو وضع آلية أوروبية لتحقيق الاستقرار المالي، والتي أُريد لها أن تكون بمثابة صندوق لمكافحة الأزمات لضمان عدم وقوع منطقة اليورو في أزمة ديون سيادية في المستقبل.